# Bexley (Londres)

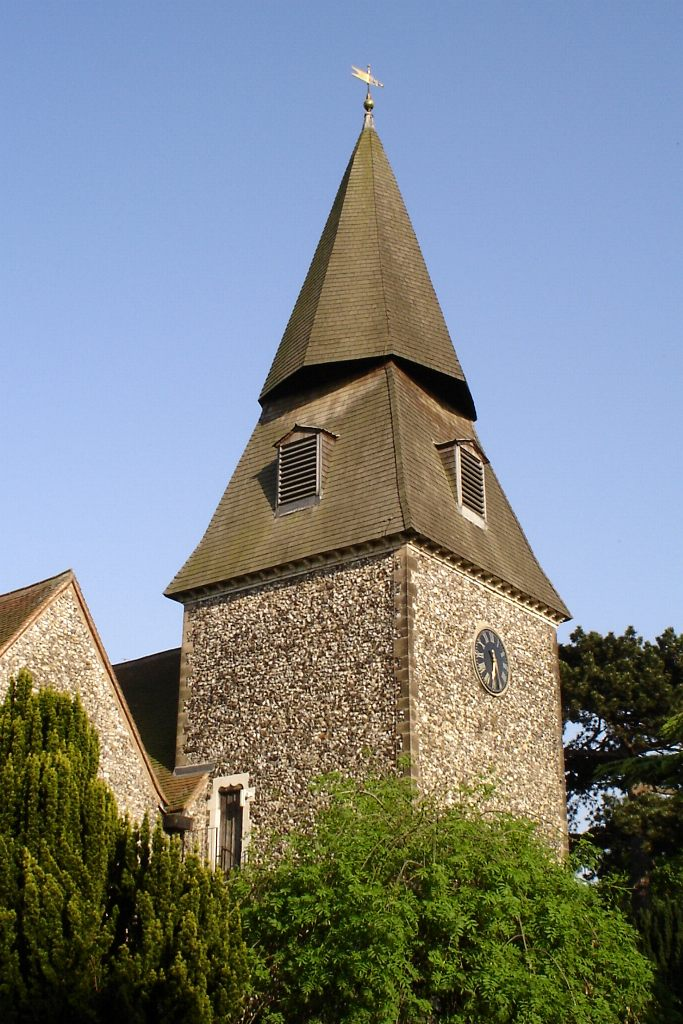
St. Mary's Church, em Bexley

Bexley  é uma localidade no borough de Bexley, na Região de Londres, na Inglaterra.
Localiza-se às margens ao sul do rio Cray e está dividido em duas partes: Old Bexley, com aparência de uma vila e chamada de Bexley Village pelos locais, e uma área mais recente.